# Prague Eye Towers
Prague Eye Towers byl plánovaný komplex dvou administrativních mrakodrapů, jež se měly nacházet poblíž Centra Chodov a dálnice D1 na Praze 11. Projekt vytvořila firma PPF, ta ho v roce 2016 prodala kvůli neprůchodnosti přes úřady. Kupcem projektu je Karel Pražák, bývalý manažer PPF. Zásadní podmínkou Prahy 11 pro schválení bylo vybudování druhého vstupu stanice metra Chodov. Stavět se původně mělo mezi roky 2015 až 2018.

## Stavba
Stavba tvořená dvojicí nadzemních objektů s elipsovitým půdorysem má doplňovat Centrum Chodov. Vyšší východní budova s výškou 138,8 m (s anténou 152,6 m) a 33 nadzemních podlaží spolu s nižší západní budovou o výšce 127,8 m (s anténou 141,6 m) a 30 nadzemních podlaží by se staly nejvyšší budovou nejen v Praze, ale i v celém Česku.
Nadzemní část s převážně administrativními funkcemi mohou doplnit obchody, kavárna a restaurace v nižších podlažích. Celková hrubá podlažní plocha je odhadována na 71 980 m². Podzemní patra mají sloužit jako parkoviště s kapacitou nad 900 automobilů.
Architektem projektu měla být česká kancelář CMC Architects.